# 旗屋 (名古屋市)
旗屋（はたや）は、愛知県名古屋市熱田区にある町名。現行行政地名は旗屋一丁目及び旗屋二丁目と旗屋町。住居表示は旗屋一丁目及び旗屋二丁目が実施済み、旗屋町が未実施。

## 地理
名古屋市熱田区の南東部に位置し、南は白鳥、北は尾頭町、東は五本松町・玉の井町・森後町、西は熱田西町に接する。

## 歴史
愛知郡旗屋町（熱田旗屋町）を前身とする。

### 字一覧
明治時代の籏屋町（旗屋町）には、上籏屋（かみはたや）・中籏屋（なかはたや）・下籏屋（しもはたや）・下屋敷（しもやしき）・山屋敷（やまやしき）・宮川（みやがわ）の字があったという。

### 町名の由来
5世紀後半に呉から2人の織女がやってきて、そのうちの1人が熱田神宮に留まったことが起源とされており、機屋あるいは幡屋から変化したものとみられる。

### 沿革

#### 旗屋町
- 1878年（明治11年）12月28日 - 愛知郡熱田村の一部より、旗屋町が成立[3]。
- 1889年（明治22年）10月1日 - 町村制施行・合併に伴い、愛知郡熱田町大字旗屋となる[3]。
- 1907年（明治40年）6月1日 - 名古屋市へ編入し、同市熱田旗屋町に改称[3]。
- 1908年（明治41年）4月1日 - 行政区設置に伴い、南区所属となる[3]。
- 1912年（大正元年）8月 - 熱田鮮魚運送株式会社が設立される[4]。
- 1937年（昭和12年）10月1日 - 行政区変更に伴い、熱田区所属となる[3]。
- 1939年（昭和14年）12月15日 - 旗屋町に改称[3]。
- 1980年（昭和55年）7月13日 - 一部が旗屋一〜二丁目・白鳥一丁目・玉の井町となり、一部を五本松町・夜寒町・森後町へ編入[5][3]。
- 1981年（昭和56年）
  - 5月1日 - 一部を森後町へ編入[5]。
  - 9月20日 - 一部が神宮一丁目・白鳥二丁目となる[6][3]。

#### 旗屋
- 1980年（昭和55年）7月13日 - 熱田区熱田西町・尾頭町・旗屋町の各一部より同区旗屋一丁目が、熱田西町・白鳥町・旗屋町の各一部より旗屋二丁目が成立[3]。

## 世帯数と人口
2018年（平成30年）12月1日現在の世帯数と人口は以下の通りである。
| 町丁・丁目 | 世帯数    | 人口    |
| ---------- | --------- | ------- |
| 旗屋町     | 105世帯   | 227人   |
| 旗屋一丁目 | 267世帯   | 542人   |
| 旗屋二丁目 | 753世帯   | 1,518人 |
| 計         | 1,125世帯 | 2,287人 |

### 人口の変遷
国勢調査による人口の推移
| 旗屋町 | 旗屋 |

|  |  |

|  |  |

|  |  |

|  |  |

## 学区
市立小・中学校に通う場合、学校等は以下の通りとなる。また、公立高等学校に通う場合の学区は以下の通りとなる。なお、小・中学校は学校選択制度を導入しておらず、番毎で各学校に指定されている。
| 町丁・丁目 | 小学校                                    | 中学校                                  | 高等学校 |
| ---------- | ----------------------------------------- | --------------------------------------- | -------- |
| 旗屋町     | 名古屋市立旗屋小学校 名古屋市立白鳥小学校 | 名古屋市立沢上中学校 名古屋市立宮中学校 | 尾張学区 |
| 旗屋一丁目 | 名古屋市立旗屋小学校                      | 名古屋市立沢上中学校                    | 尾張学区 |
| 旗屋二丁目 | 名古屋市立旗屋小学校 名古屋市立白鳥小学校 | 名古屋市立沢上中学校 名古屋市立宮中学校 | 尾張学区 |

## 施設

### 旗屋一丁目
- 熱田神宮公園
- 寿琳寺
- 青大悲寺

如来教大元（本山）で、登和山と号する。釈迦牟尼仏像を本尊としている。如来教は「きの」なる女性により開かれた新興宗教であり、一時は江戸幕府の中枢にまで教勢を伸ばした。
- 龍珠寺

臨済宗妙心寺派の寺院で、臨済山と号する。釈迦牟尼仏立像を本尊としている。永正年間に西加藤家の加藤隼人佐延隆により、神戸町において龍珠庵の名称で建立されたもので、開山は南溟紹化なる名僧によるという。寺号を龍珠寺としたのは1532年（天文元年）ことである。1666年（寛文5年）に5世大洲紹齢の手により現在地に移転している。建立の経緯により、西加藤家の菩提所となっている。
- 憶念寺

境内に「奇縁氷人石」が安置される。花崗岩の角柱であり、「迷い子知らせ石」の異名がある。柱の右側には「たづぬる方」の文字、左側には「をしふる方」の文字がそれぞれ彫り込まれており、尋ね人のある人が右側に人相書きを置くと、心当たりのある人がその所在を左側に書き置くという一種の伝言板の機能を果たすものであった。この類の標柱は方々にあったが、名古屋で現存するのはこの1本だけになっているという。名古屋市有形民俗文化財。
- 青大悲寺

### 旗屋二丁目
- 洗月院
- 名古屋南公共職業安定所（ハローワーク名古屋南）

職業紹介事業が従来の市によるものから国の事業となった1938年（昭和13年）7月に熱田東町字横田において名古屋職業紹介所として発足したのをはじまりとし、1947年（昭和22年）4月に名古屋南公共職業安定所の名前に落ち着いたとされる。管轄区域として、設置されている熱田区のほか、南区・港区・緑区・瑞穂区および市外の豊明市を抱えている。また、出先機関として熱田労働出張所をもつ。
- 熱田区役所庁舎（1959年～2001年）

旗屋二丁目9番5号。鉄筋コンクリート造地上4階地下1階建ての建物であった。1959年（昭和34年）9月18日竣工。同月26日の竣工式の日には奇しくも伊勢湾台風に襲われた。避難民の収容場所として使われることとなり、実際の業務開始は同月28日となった。使用開始当時は区役所のほか、清掃事務所および水道事務所を併設していたが、庁舎の狭隘化により、1974年（昭和49年）には環境事務所（旧清掃事務所）が神戸町に、1983年（昭和58年）には水道事務所が一番三丁目にそれぞれ独立庁舎を構えて移転している。昭和60年代には庁舎移転計画があり、2001年（平成13年）に至って神宮三丁目に新庁舎が完成し、移転を果たしている。この場所は当地を根拠にした豪族「西加藤家」の屋敷が1669年（寛文9年）に置かれた場所でもある。
- 名古屋熱田神宮西郵便局

### 旗屋町
- 全隆寺

曹洞宗の寺院で、大亀山と号する。聖観世音菩薩像を本尊としている。1596年（慶長元年）もしくは元和年間（1615年～1624年）に永平寺21世海厳宗奕大和尚により、尾張国では初となる永平寺直末寺院として開山創建されたものである。
- 春養寺

境内に「馬頭観世音菩薩」が安置される。この馬頭観音は1914年（大正3年）9月に建立されたとあり、近くの馬車組合解散の際に組合員により祀られたとされる。また、「線刻地蔵尊」もある。

## 史跡
- 断夫山古墳

熱田神宮公園内にある、東海地方最大級の前方後円墳。
- お国歌舞伎興行伝承地（旗屋一丁目）

出雲阿国により歌舞伎興行が行われ、名古屋歌舞伎の元になった地とされる。

## 交通

### 鉄道
- 名古屋市営地下鉄名城線 熱田神宮西駅

### 道路
- 国道19号・国道22号（伏見通）

## その他

### 日本郵便
- 集配担当する郵便局は以下の通りである[WEB 13]。

| 町丁               | 郵便番号 | 郵便局     |
| ------------------ | -------- | ---------- |
| 旗屋町             | 456-0026 | 熱田郵便局 |
| 旗屋一丁目・二丁目 | 456-0027 | 熱田郵便局 |

### WEB
1. 1 2 3  “町・丁目(大字)別、年齢(10歳階級)別公簿人口(全市・区別)”.   名古屋市 (2018年12月20日). 2019年1月6日閲覧。
2. 1 2  “郵便番号”.  日本郵便. 2019年1月6日閲覧。
3. 1 2  “市外局番の一覧”.   総務省. 2019年1月6日閲覧。
4. 1 2  “郵便番号”.  日本郵便. 2019年1月6日閲覧。
5. ↑  “熱田区の町名”.   名古屋市 (2015年10月21日). 2019年1月12日閲覧。
6. 1 2  総務省統計局 (2014年3月28日). “平成7年国勢調査の調査結果(e-Stat) - 男女別人口及び世帯数 －町丁・字等” (CSV). 2019年4月27日閲覧。
7. 1 2  総務省統計局 (2014年5月30日). “平成12年国勢調査の調査結果(e-Stat) - 男女別人口及び世帯数 －町丁・字等” (CSV). 2019年4月27日閲覧。
8. 1 2  総務省統計局 (2014年6月27日). “平成17年国勢調査の調査結果(e-Stat) - 男女別人口及び世帯数 －町丁・字等” (CSV). 2019年4月27日閲覧。
9. 1 2  総務省統計局 (2012年1月20日). “平成22年国勢調査の調査結果(e-Stat) - 男女別人口及び世帯数 －町丁・字等” (CSV). 2019年4月27日閲覧。
10. 1 2  総務省統計局 (2017年1月27日). “平成27年国勢調査の調査結果(e-Stat) - 男女別人口及び世帯数 －町丁・字等” (CSV). 2019年4月27日閲覧。
11. ↑  “市立小・中学校の通学区域一覧”.   名古屋市 (2018年11月10日). 2019年1月14日閲覧。
12. ↑  “平成29年度以降の愛知県公立高等学校（全日制課程）入学者選抜における通学区域並びに群及びグループ分け案について”.   愛知県教育委員会 (2015年2月16日). 2019年1月14日閲覧。
13. ↑  郵便番号簿 平成29年度版 - 日本郵便. 2019年01月06日閲覧 (PDF)

### 書籍
1. ↑  名古屋市計画局 1992, p. 902.
2. ↑  名古屋市計画局 1992, pp. 434–435.
3. 1 2 3 4 5 6 7 8 9  名古屋市計画局 1992, p. 812.
4. ↑  名古屋市会事務所 1963, p. 182.
5. 1 2  名古屋市計画局 1992, p. 810.
6. ↑  名古屋市計画局 1992, p. 811.
7. 1 2 3  熱田区制五十周年記念誌編集部会 1987, p. 109.

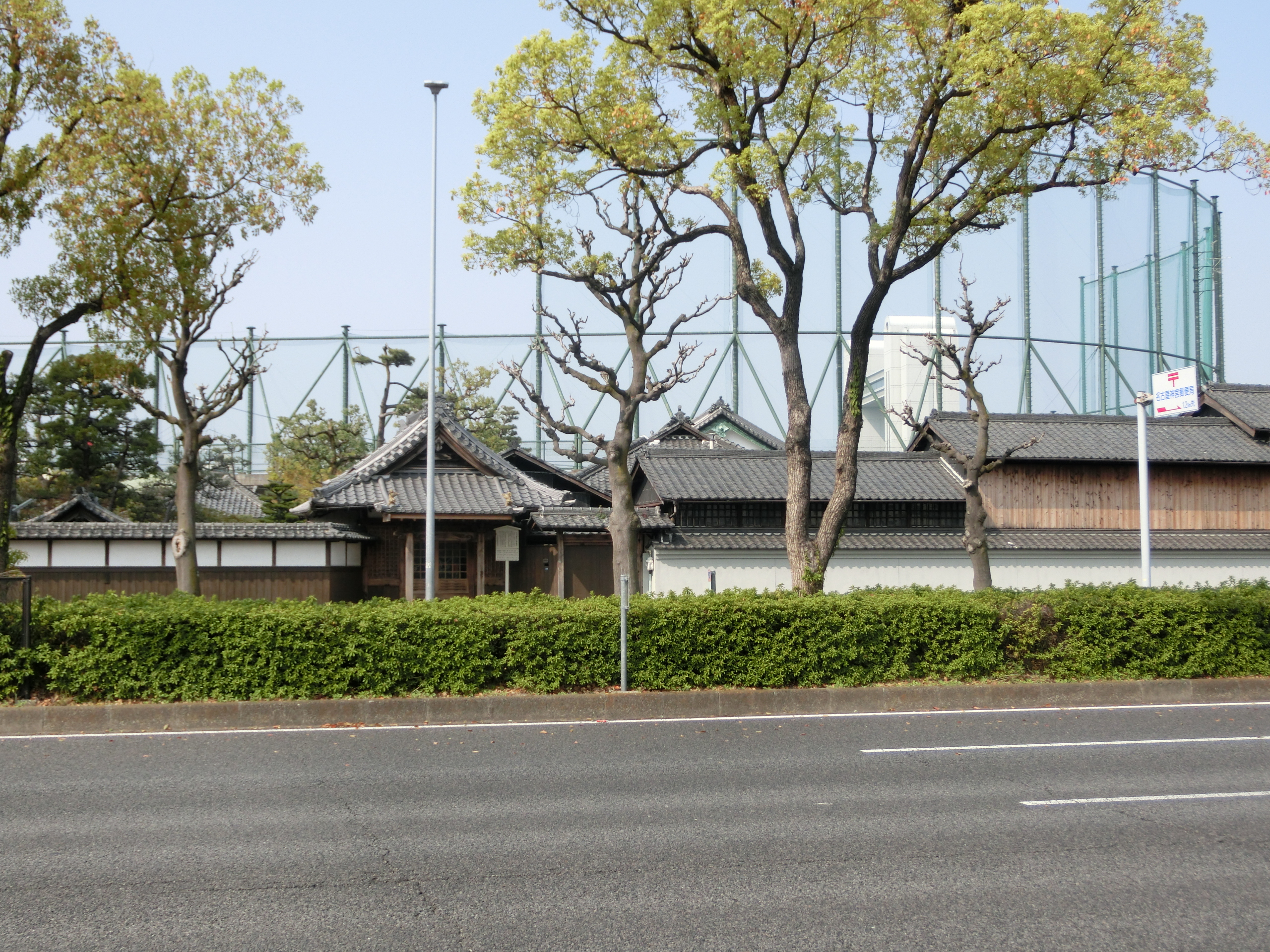
青大悲寺

8. 1 2 3 4 5 6  熱田区制五十周年記念誌編集部会 1987, p. 105.
9. 1 2 3 4 5  熱田区制五十周年記念誌編集部会 1987, p. 118.
10. 1 2 3  熱田区制五十周年記念誌編集部会 1987, p. 352.
11. ↑  熱田区制五十周年記念誌編集部会 1987, p. 奥付.
12. 1 2 3 4 5 6  熱田区制五十周年記念誌編集部会 1987, p. 251.
13. ↑  熱田区制五十周年記念誌編集部会 1987, p. 41.
14. 1 2 3  熱田区制五十周年記念誌編集部会 1987, p. 106.
15. 1 2  熱田区制五十周年記念誌編集部会 1987, p. 115.
16. ↑  熱田区制五十周年記念誌編集部会 1987, p. 119.
17. ↑  名古屋市計画局 1992, pp. 434.
18. ↑  熱田区制五十周年記念誌編集部会 1987, p. 126.